# Рамбелвуд (Пенсільванія)
Рамбелвуд (англ. Ramblewood) — переписна місцевість (CDP) в США, в окрузі Сентр штату Пенсільванія. Населення — 769 осіб (2020).

## Географія
Рамбелвуд розташований за координатами 40°43′26″ пн. ш. 77°56′36″ зх. д. / 40.72389° пн. ш. 77.94333° зх. д. (40.723772, -77.943198).  За даними Бюро перепису населення США в 2010 році переписна місцевість мала площу 8,03 км², уся площа — суходіл.

## Демографія
Згідно з переписом 2010 року, у переписній місцевості мешкало 849 осіб у 311 домогосподарстві у складі 243 родин. Густота населення становила 106 осіб/км².  Було 319 помешкань (40/км²).
Расовий склад населення:
| - 96,7 % — білих - 1,1 % — азіатів |

До двох чи більше рас належало 1,4 %. Частка іспаномовних становила 2,9 % від усіх жителів.
За віковим діапазоном населення розподілялося таким чином: 24,6 % — особи молодші 18 років, 62,7 % — особи у віці 18—64 років, 12,7 % — особи у віці 65 років та старші. Медіана віку мешканця становила 42,6 року. На 100 осіб жіночої статі у переписній місцевості припадало 91,6 чоловіків;  на 100 жінок у віці від 18 років та старших — 90,5 чоловіків також старших 18 років.
Середній дохід на одне домашнє господарство  становив 82 722 долари США (медіана — 90 729), а середній дохід на одну сім'ю — 83 241 долар (медіана — 76 375). За межею бідності перебувало 10,4 % осіб, у тому числі 5,1 % дітей у віці до 18 років та 0,0 % осіб у віці 65 років та старших.
Цивільне працевлаштоване населення становило 625 осіб. Основні галузі зайнятості: освіта, охорона здоров'я та соціальна допомога — 40,5 %, мистецтво, розваги та відпочинок — 19,8 %, виробництво — 11,4 %, науковці, спеціалісти, менеджери — 9,9 %.